# Hegéloco
Hegéloco (en griego antiguo: Ἡγέλοχος, flor. 408 a. C.) fue un actor griego antiguo activo en Atenas en el siglo V a. C., recordado por un ligero error de pronunciación que descarriló su carrera.

## Orestes
Hegéloco actuó en la obra de teatro Orestes de Eurípides cuando se representó en el festival dramático Dionisias en el 408 a. C. Él representaba el papel principal de Orestes. En el verso 279 de la obra, en lugar de "después de la tormenta veo de nuevo un mar en calma" (γαλήν' ὁρῶ, galḗn' horô), Hegéloco recitó "después de la tormenta veo de nuevo una comadreja" (γαλῆν ὁρῶ, galên horô).
El error de Hegéloco fue usar un tono ascendente-descendente en lugar de un tono ascendente. En el nominativo, las formas adjetivas que dan "mar en calma" son γαληνός, γαληνόν (galēnós, galēnón), y "comadreja" es γαλῆ o γαλέη (galê, galéē). El acusativo plural de γαληνόν es γαληνά (galēná), que, después de apócope, da como resultado "γαλήν' ὁρῶ"; el acusativo de γαλῆ es γαλῆν (galên). Esto puede explicarse porque se quedó sin aliento y no pudo hacer la elision. Además, la comadreja era un animal desafortunado, lo que contrasta con la intención optimista de la línea.
Este error fue muy resonado, haciéndole objeto de burlas, y Hegéloco se arruinó y nunca volvió a actuar. También pudo haber contribuido a que Eurípides abandonara Atenas.

## Menciones
El error fue objeto de burla por parte de Sanirión en su Dánae, en Las ranas de Aristófanes, por el poeta cómico Platón, y por Estratis en su Orestes humano ( Ἀνθρωπορραιστής ), Kinesias ( Κινησίας ), y Psychastae ( Ψυχασταί ). 